# 圣心圣母堂 (罗马)

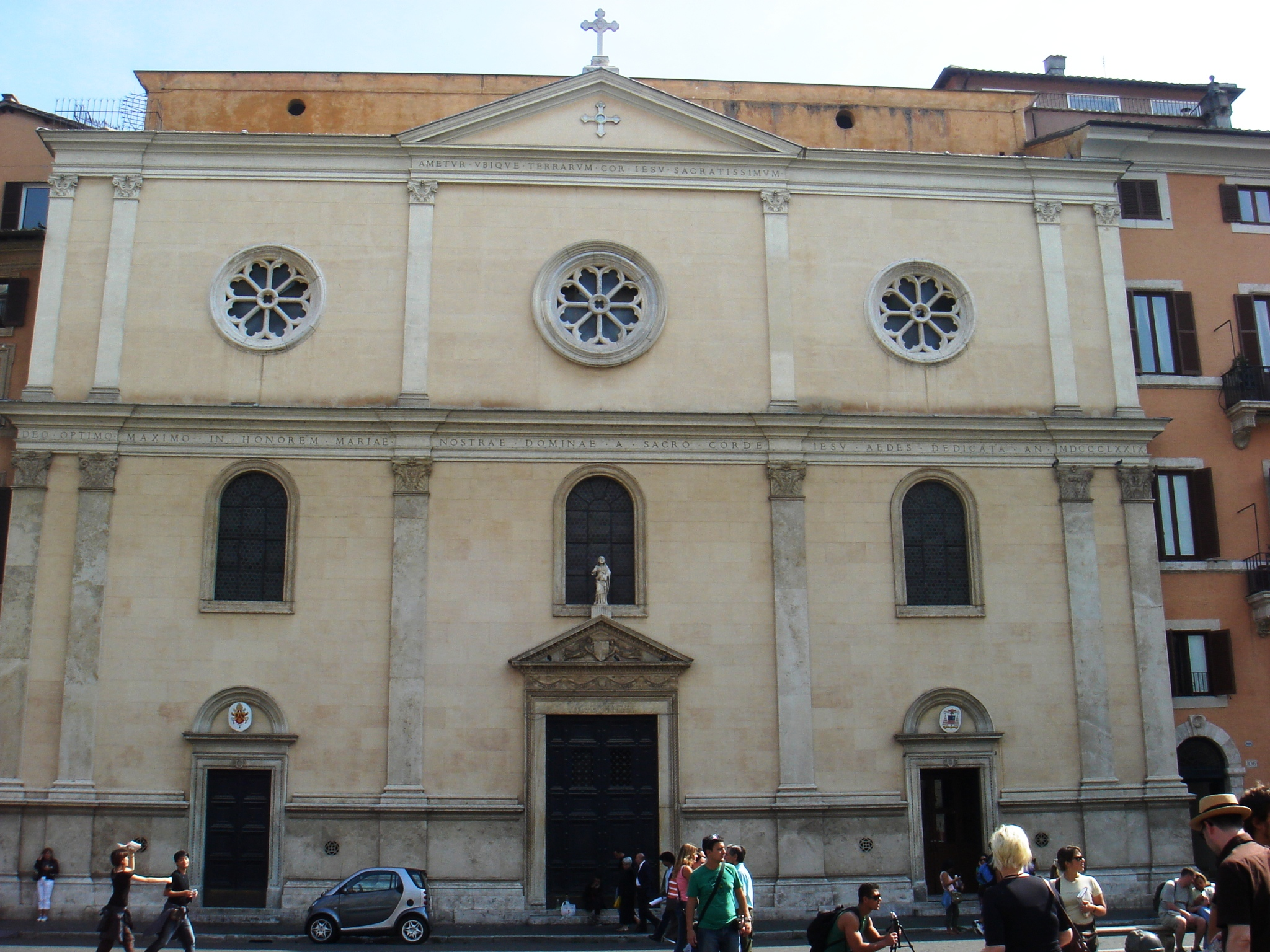
圣心圣母堂

圣心圣母堂（義大利語：Nostra Signora del Sacro Cuore）是意大利罗马的一座罗马天主教教堂，敬禮聖心聖母，即圣母玛利亚諸多稱號中的一種，位于纳沃纳广场。該教堂也是一間執事級樞機領銜教堂。   

## 历史
12世纪，在此地点，圖密善競技場的废墟上，修建了一座教堂。为了1450年的圣年，卡斯蒂利亚国王斐迪南三世之子卡斯蒂利亚的恩里克修建了新教堂。当时立面位于另一侧，由Bernardo Rossellino设计。西班牙血统的教宗亚历山大六世后来在它前面开辟一个广场。
圣母圣心堂始建于1506年，是西班牙在罗马的国家教堂。17世纪蒙塞拉托圣母堂建成，西班牙社团关注的焦点转移，后者成为现在的西班牙国家教堂。
在19世纪后期，良十三世对这座摇摇欲坠的教堂进行了全面修复，并将正门移到纳沃纳广场。1938年，拆除了后殿和耳堂，以打通Corso del Rinascimento 大街。

## 内部
教堂内大部分艺术品已经移到蒙塞拉托圣母堂。在教堂里仍然有一些文艺复兴时期的作品，例如多色大理石圣坛和正祭台背后的大理石背景。 